# Jelno (obwód homelski)
Jelno (biał. Ельна; ros. Ельно) – wieś na Białorusi, w obwodzie homelskim, w rejonie żytkowickim, w sielsowiecie Lenin, nad Błotem Hryczyn.

## Historia
W dwudziestoleciu międzywojennym leżało w Polsce, w województwie poleskim, w powiecie łuninieckim, w gminie Lenin (Sosnkowicze). Znajdowała się tu wówczas strażnica KOP „Jelno”.
W 1921 miejscowość liczyła 113 mieszkańców, zamieszkałych w 17 budynkach, wyłącznie Białorusinów. 108 mieszkańców było wyznania prawosławnego i 5 rzymskokatolickiego.
Po II wojnie światowej w granicach Związku Sowieckiego. Od 1991 w niepodległej Białorusi.